# Kinepolis Film Distribution
Kinepolis Film Distribution (KFD)  is een Belgische, onafhankelijke filmdistributeur. Het bedrijf is onderdeel van de Kinepolis Group, en zag het levenslicht in 1997. Buiten België is het bedrijf ook actief als distributeur in Luxemburg.

## Geschiedenis
In 1997 werd 'Kinepolis Film Distribution' in Brussel opgericht. Het doel was om een onafhankelijke (niet deel uitmakend van een globaal concern) filmdistributeur te zijn voor de Belgische en Luxemburgse markt. Inmiddels is KFD uitgegroeid tot de grootste onafhankelijke filmdistributeur in België.